# 랠프 가먼
랠프 가먼(Ralph Garman, 1964년 11월 17일 ~ )은 미국의 배우이다.

## 출연 작품
- 원스 어폰 어 타임 인 베니스 (2017)
- 요가 호저스 (2016)
- 데스 스파이더 (2015)
- 터스크 (2014)
- 밀리언 웨이즈 (2014)
- 히트 썸바디 (2012)
- 거친 녀석들: 거침없이 쏴라 (2011)
- 샤크토퍼스 (2010)
- 이글 아이 (2008)
- 투 포 더 머니 (2005)
- 디지몬 어드벤처 : 우리들의 워 게임! (2000)
- 쇼킹 패밀리 (1999)